# Holographic Universe
Holographic Universe – trzeci studyjny album szwedzkiego zespołu wykonującego melodic death metal, Scar Symmetry. Jest to ostatni album grupy nagrany z wokalistą Christianem Älvestamem. Album został wydany w 2008 roku. Album dotarł do 37 miejsca na liście najlepiej sprzedających się albumów w Finlandii, a w Austrii do 65.
18 września 2008 roku premierę miał teledysk do utworu "Morphogenesis".

## Lista utworów
1. "Morphogenesis" - 3:54
2. "Timewave Zero" - 5:13
3. "Quantumleaper" - 4:09
4. "Artificial Sun Projection" - 4:00
5. "The Missing Coordinates" - 4:37
6. "Ghost Prototype I - Measurement of Thought" - 4:35
7. "Fear Catalyst" - 5:03
8. "Trapezoid" - 4:17
9. "Prism and Gate" - 3:46
10. "Holographic Universe" - 9:05
11. "The Three-Dimensional Shadow" - 3:57
12. "Ghost Prototype II - Deus Ex Machina" - 6:03

## Twórcy
- Christian Älvestam - śpiew
- Jonas Kjellgren - gitara
- Per Nilsson - gitara
- Kenneth Seil - gitara basowa
- Henrik Ohlsson - perkusja